# New York Film Critics Circle Awards 1959
La 25ª edizione della cerimonia dei New York Film Critics Circle Awards, annunciata il 28 dicembre 1959, si è tenuta il 23 gennaio 1960 ed ha premiato i migliori film usciti nel corso del 1959.

## Vincitori

### Miglior film
- Ben-Hur, regia di William Wyler

### Miglior regista
- Fred Zinnemann - La storia di una monaca (The Nun's Story)

### Miglior attore protagonista
- James Stewart - Anatomia di un omicidio (Anatomy of a Murder)

### Miglior attrice protagonista
- Audrey Hepburn - La storia di una monaca (The Nun's Story)

### Miglior sceneggiatura
- Wendell Mayes - Anatomia di un omicidio (Anatomy of a Murder)

### Miglior film in lingua straniera
- I 400 colpi (Les Quatre Cents Coups), regia di François Truffaut • Francia